# Конов, Иван Иванович
Ива́н Ива́нович Ко́нов (1 октября 1924, Митинка, Калужская губерния — 10 февраля 1990, Москва) — советский футболист, нападающий. Мастер спорта, заслуженный тренер РСФСР.

## Карьера

### Клубная
Начинал карьеру в «Динамо» из Болшево. До и во время войны играл за московские «Крылья Советов» и «Профсоюзы-1». В 1945 году начал выступать за «Спартак». Дебютировал в чемпионате 20 мая в матче 1-го тура против «Динамо» из Москвы. Всего за «красно-белых» Иван Иванович сыграл 85 матчей и забил 32 гола. Дважды стал обладателем Кубка СССР, ещё раз был финалистом. В 1948 году он был включён в список 33 лучших футболистов сезона под № 3. В 1949 году ушёл в «Динамо». В первом сезоне он сыграл 29 матчей и забил 23 гола, став вторым бомбардиром первенства вместе с Александром Пономарёвым, отстав на три гола от Никиты Симоняна. В том же году был включён в список 33 лучших под № 2. Всего за «бело-голубых» сыграл 62 матча и забил 41 мяч.

### Тренерская
После завершения карьеры работал тренером. Руководил клубами «Трактор», «Шинник» и «Персеполис».

## Достижения

### Командные
«Динамо»:
- Чемпион СССР: 1949
- Обладатель Кубка СССР: 1946, 1947

### Личные
- В списке 33 лучших футболистов сезона в СССР: № 2 (1949), № 3 (1948)